# Haute Lituanie
 (septembre 2023).
Si vous disposez d'ouvrages ou d'articles de référence ou si vous connaissez des sites web de qualité traitant du thème abordé ici, merci de compléter l'article en donnant les références utiles à sa vérifiabilité et en les liant à la section « Notes et références ».
|           |  |         |
| Armoiries |  | Drapeau |

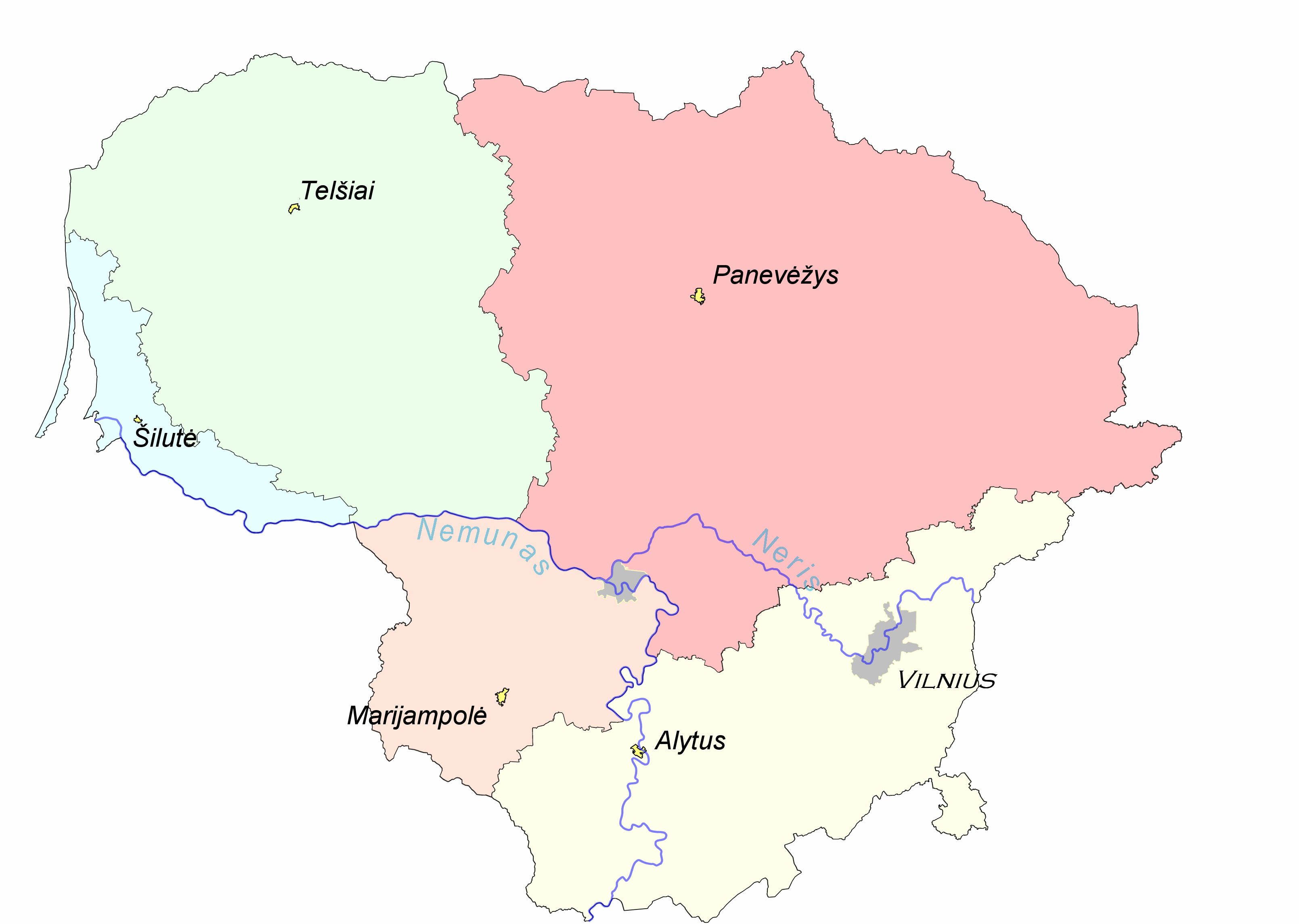
Les 5 régions historiques de Lituanie :
Haute Lituanie
Petite Lituanie
Dzūkija
Samogitie
Sudovie

La Haute Lituanie (en lituanien : Aukštaitija) est l'une des cinq régions historiques de la Lituanie.

## Géographie
La Haute Lituanie est située dans le nord-est de la Lituanie, avec des extensions historiques en Lettonie et en Biélorussie. Sa topographie est marquée par la présence de très nombreux lacs. On y trouve les villes de Panevėžys, Jonava, Utena, Kėdainiai, Visaginas et Ukmergė.
On y parle l'aukštaitien, qui est un des deux dialectes du lituanien avec le samogitien.